# Gyügyei Nagy Zsigmond
Gyügyei Nagy Zsigmond (Nagybánya, 1872 – Budapest, 1932) festőművész, grafikus. 
Festői irányzatok: akadémizmus, impresszionizmus, kolorista.

## Életpályája
1872-ben született Nagybányán, Nagy Albert tímármester fiaként; fiatalabb testvérei egyike Nagy Sándor (1874–1934) szobrász volt. Elemi iskoláit Nagybányán és Kolozsvárott végezte, de már fiatalon dolgozni kényszerült. Román papok gyermekeit tanította, majd könyvkereskedésben, asztalosműhelyben és szobafestő mellett inaskodott. Már ekkor felhívta magára a figyelmet különleges, egyéni díszítő elemeivel. Tizenhét évesen már tudatosan készült a művészi pályára. Budapestre ment, de kereste a lehetőséget, hogy Párizsban tanulhasson. Erre első ízben a Nemzeti Szalonban kiállított munkájának a honoráriumából nyílt lehetősége, de megélhetési gondok miatt rövidesen haza kellett térnie. Annak ellenére, hogy Nagybányán született, nem tekinthető nagybányai festőművésznek. 
Itthon 1891-1892 között Bihari Sándor és Karlovszky Bertalan festőiskolájában képezte magát, itt sajátította el kiváló rajztudását. Majd ismét Párizsba ment, ahol a szabad festőiskolákat (Académie Julian, École des Arts Décoratifs) látogatta. Párizsban találkozott Munkácsy Mihállyal, aki felfigyelt a tehetséges ifjú festőre és kompozíciói megalkotásában segítette is őt. Munkácsy festészete jelentős hatással volt rá, különösen első festői korszakában, amikor jellemzően biblikus témájú festményeket alkotott.
Párizsból hazatérve, Benczúr Gyula ösztöndíjat szerzett számára az általa vezetett I. sz. Festészeti Mesteriskolába, ahol négy éven át folytatott tanulmányokat az akadémikus festészet mesterének irányításával. Ettől kezdve rendszeresen szerepeltek munkái a Műcsarnok tavaszi és téli kiállításain, és egyéb kiállításokon is. A Nemzeti Szalon vidéki kiállítássorozata keretében a Felvidéken, Kassán és Nyitrán is szerepeltek festményei. Munkáit egyre gyakrabban közölte a Lyka Károly által szerkesztett Művészet folyóirat is.
1910-ben házasságot kötött egy jómódú özvegyasszonnyal és a biztos anyagi háttér végre megteremtette a lehetőséget Nagy Zsigmond számára, hogy Párizsban megfelelő körülmények között éljen és alkosson. 1914 tavaszán nagysikerű kiállítása volt a Georges Petit Galériában, amely átütő sikert hozott a számára. A kiállításon a Mezőkövesden készült 60 darabból álló, úgynevezett Matyó-sorozata került bemutatásra. Nagy hatással volt a franciákra ennek az ismeretlen népcsoportnak a színgazdag világa és képi megformálása.
A kiállítás Nagy Zsigmondnak meghozta a várva várt sikert és úgy tűnt, hogy ígéretes jövő vár rá Franciaországban. Az I. világháború kitörése azonban Spanyolországba sodorta, mindenét hátrahagyva menekülnie kellett Párizsból.
Bejárta Spanyolország valamennyi tartományát, magával ragadta a táj festői szépsége, a színek és a fények és ez tükröződik vissza ott készült vásznain, végérvényesen szakítva az akadémikus hagyományokkal. Festészete egyre inkább kolorista, impresszionista jegyeket mutat.
A következő évben már Barcelonában, Bilbaóban, Madridban és San Sebastianban volt sikeres kiállítása. Az egyik első kiállítását megtekintette Victoria spanyol királyné, aki portrét rendelt tőle. Ettől kezdve Nagy Zsigmond gyakori vendég volt a királyi udvarban. XIII. Alfonz spanyol királlyal is jó kapcsolatot ápolt., elnyerte az „udvari festő” címet is. A spanyol művészettörténet Nagy Zsigmond festői munkásságát igen nagyra értékeli, jelentős szakirodalma van. A Prado Múzeum 2015-ben „A IX. századi spanyol festészet” címmel rendezett kiállításán Nagy Zsigmond két festménye is szerepelt, az egyik a Barca verde (Zöld bárka), melyet a festő leghíresebb alkotásának tartanak.
1921-ben Dél-Amerikába ment (Argentína, Uruguay), ahol több kiállításon is bemutatta Spanyolországban készült festményeit. Számos jelentős állami megbízást kapott, megfestette az argentin miniszterelnök és más rangos tisztségviselő, politikus portréját.
1925-ben kelt útra, hogy visszatérjen hazájába. Európába érkezve több országban volt kiállítása (Madrid, Párizs, London, Liverpool).  
1926-ban a festőművész Budapesten a Wekerle Sándor utcában (mai Hercegprímás utca) rendezte be műtermét. Több budapesti és vidéki kiállítása volt, de hazatelepülését követően még sokat utazott, Európában (Hamburg, Berlin, Göteborg, Románia) és Amerikában (New York, Chicago) állította ki munkáit.
1932 telén Budapesten érte a halál. A Kerepesi úti (mai Fiumei úti) temetőben, a Főváros által adományozott díszsírhelyen helyezték örök nyugalomra. 1934-ben a Műcsarnokban emlékkiállítás megrendezésére került sor.
Nagy Zsigmondnak hazájában közel sem volt része olyan megbecsülésben, mint külföldön.   A maga korában – László Fülöp mellett – az egyik legismertebb magyar festőművész volt külföldön.  
Nagy Zsigmond nagyon „termékeny” művész volt, megszállottan alkotott. Több mint 100 kiállításon szerepeltek művei, beleértve számos egyéni kiállítását is. Munkáinak jelentős részét azonban leginkább csak reprodukciókból és kiállítási katalógusokból ismerjük. Az életmű jelentős része külföldi múzeumokban, illetve javarészt magángyűjteményekben „lappang”.
A Magyar Nemzeti Galéria őrzi néhány festményét és grafikáját.
Névhasználatai (szignói): Nagy Zsiga, Nagy Zsigmond, Gyügyei Nagy Zsiga (1909-től), Gyügyei Nagy Zsigmond, Sigismund de Nagy (1910-es évek elejétől), Segismundo de Nagy, Segismund de Nagy, Sigismund de Nagy.

## Elismerések
- St.-Louis-i Világkiállítás: bronzérem (1904)
- Ferenc József koronázási jubileumi díj (1905)
- Barcelonai Világkiállítás: Grand Prix (1929)
- Lord Rothermere-aranyérem (1931)

## Hazai emlékezete
Magyarországon életművével és munkásságával Ónodi Irén foglalkozik, aki a festőművész monográfusa.  